# Ленинградское военно-инженерное училище
Ленингра́дское вое́нно-инжене́рное учи́лище — высшее военное учебное заведение СССР.

## История
В 1918 году было приказано всем офицерам, унтер-офицерам, юнкерам Николаевского инженерного училища, в том числе и находившимся на фронте, вернуться в училище. В марте было объявлено о начале приёма слушателей на Советские инженерные Петроградские курсы подготовки командного состава РККА. В соответствии с Приказом № 16 от 20 марта 1918 года на курсах были открыты три отделения — подготовительное, сапёрно-строительное и электротехническое. Срок обучения на подготовительном отделении, куда принимали малограмотных слушателей, сначала был установлен 3 месяца, позднее — 6 месяцев. На основных отделениях срок обучения был установлен в 6 месяцев. Одновременно в Петрограде были открыты 2-е инженерные курсы, которые 29 июля 1918 года были объединены с первыми в единое учебное заведение — «Петроградский военно-инженерный техникум». Срок обучения на подготовительном отделении был увеличен до 8 месяцев, в ротах (отделениях) — сапёрной, дорожно-мостовой, электротехнической и минно-подрывной — остался прежний, 6 месяцев. Располагался техникум в Инженерном замке, но большую часть учебного времени занимали полевые занятия в Усть-Ижорском лагере под Петроградом. Первый выпуск техникума состоялся уже 18 сентября 1918 года в количестве 63 человек.
Приказом Реввоенсовета № 105 от 17 июня 1920 года техникум был преобразован в Петроградскую военно-инженерную школу с трёхгодичным сроком обучения. Первый год обучения считался подготовительным; начиная со второго курсанты делились на три отделения — сапёрное, дорожно-мостовое и электрическое. Однако в конце июля 1920 года значительная часть курсантов была направлена на фронт. Тем не менее, очередной седьмой выпуск из училища состоялся 1 января 1921 года.
В марте 1921 года рота курсантов школы была направлена для подавления Кронштадтского восстания; тринадцать курсантов из наиболее отличившихся в этих боях были награждены орденами Красного Знамени, а школа за отличия в боях была награждена почётным революционным знаменем от ВЦИК.
С 15 октября 1922 года было введено четырёхгодичное обучение.
С 7 сентября 1925 года она стала называться «Ленинградской Краснознамённой военно-инженерной школой». Согласно «Положению о военных школах РККА», с 30 ноября 1925 года для подготовки командиров инженерных войск были оставлены только 3 школы — Ленинградская, Киевская и Московская. В 1930 году Киевская школа была закрыта, а её курсанты переведены в Ленинград.
В мае 1932 года на базе инженерного факультета ВТА и Московского высшего инженерно-строительного училища в Москве была организована Военно-инженерная академия, которая стала готовить офицеров инженерных войск с высшим военно-специальным образованием. Уже 19 сентября 1932 года Московская военно-инженерная школа также была переведена в Ленинград и новое учебное заведение получило название «Объединённая Краснознамённая военно-инженерная школа им. Коминтерна».
Ленинградская школа превратилась в единственное в стране военное учебное заведение по подготовке средних командиров инженерных войск. В школе было одиннадцать рот — 6 сапёрных рот, 3 роты по подготовке командиров электротехников и 2 парковые роты. С введением в РККА воинских званий, в ноябре 1935 года состоялся первый выпуск лейтенантов инженерных войск.
В 1936 году начальником школы стал военинженер 1-го ранга М. П. Воробьёв. При нём в училище стал преподавать ряд отличников выпускников инженерной академии, что повысило качество обучения; 2 апреля 1939 года приказом наркома обороны № 56 училищу было присвоено имя Жданова.
В 1941 году училище было эвакуировано в Кострому. Вскоре выяснилось, что училище — единственное в стране военно-учебное заведение, способное готовить офицеров-электриков по эксплуатации боевых машин реактивной артиллерии «Катюша». С 1942 года училище стало готовить офицеров-водолазов. Число обучающихся в училище к весне 1942 года выросло до 1600. В условиях военного времени сроки обучения были сокращены до 2—6 месяцев. Начиная с лета 1942 года училище полностью стало комплектоваться курсантами — фронтовиками. По случаю 25-летия училища его деятельность по подготовке инженерных кадров Красной Армии 31 марта 1943 года была отмечена орденом Ленина, а в августе 1944 года ему было вручено Боевое Красное Знамя. Весной 1944 года в училище был сформирован взвод Героев Советского Союза.
В июне 1945 года Ленинградское Краснознамённое ордена Ленина военно-инженерное училище им. А. А. Жданова было возвращено в Ленинград и с осени стало готовить офицеров по полноценной трёхлетней программе. Большую роль в организации функционирования училища в мирных условиях сыграл начальник училища Герой Советского Союза генерал-майор П. В. Швыдкой; в 1947 году его сменил генерал-майор Н. И. Малов. Училище было укомплектовано новыми квалифицированными кадрами; в него были направлены наиболее авторитетные, боевые офицеры, прошедшие практическую школу на полях сражений Великой Отечественной войны.
С 1953 года личный состав училища приступил к изучению действий подразделений инженерных войск в условиях применения ядерного оружия — начался новый этап в учебно-воспитательной работе; был создан специализированный класс — защиты от оружия массового поражения.
В 1960 году было решено перевести училище в Калининград и с 1 сентября начало функционировать Калининградское военно-инженерное ордена Ленина Краснознамённое училище имени А. А. Жданова.

## Известные выпускники
- Аникин, Николай Андреевич
- Ануфриев, Владимир Иванович
- Артюх, Владимир Кузьмич
- Бавилин, Сергей Михайлович
- Басманов, Владимир Иванович
- Белоусов, Василий Игнатьевич
- Богдан, Дмитрий Филиппович
- Боченков, Иван Андреевич
- Бугаев, Александр Лаврентьевич
- Грибачёв, Николай Матвеевич
- Гущин, Аркадий Васильевич
- Дмитриев, Григорий Яковлевич
- Дмитриев, Иван Иванович
- Докучаев, Николай Егорович
- Егоров, Сергей Владимирович
- Забояркин, Александр Васильевич
- Зайонц, Марк Исаакович
- Иванов, Василий Евгеньевич
- Иванушкин, Павел Фёдорович
- Калиберда, Иван Афанасьевич
- Киселёв, Всеволод Фёдорович
- Колодяжный, Пётр Семёнович
- Кравцов, Ольгерд Тихонович
- Крупник, Михаил Александрович
- Крутских, Дмитрий Андреевич
- Кузнецов Владимир Павлович
- Кузьмин, Василий Степанович
- Лурье, Вячеслав Михайлович
- Малов, Иван Акимович
- Минчковский, Аркадий Миронович
- Михеев, Анатолий Николаевич
- Мойсиу, Альфред
- Мостов, Анатолий Генрихович
- Плис, Иван Григорьевич
- Полонский, Евгений Фёдорович
- Пуйшо, Чеслав Владимирович
- Радкевич, Александр Иванович
- Рудаков, Алексей Павлович
- Самойлович, Григорий Фёдорович
- Самородов, Сергей Артемьевич
- Сафин, Накип Сафиевич
- Сергунин, Иван Иванович
- Скворцов, Иван Васильевич
- Скляр, Григорий Михайлович
- Смирнов, Александр Яковлевич
- Смирнов, Григорий Яковлевич
- Сорокин, Василий Петрович
- Соломонов, Александр Андреевич
- Спиридонов, Семён Лаврович
- Станчев, Степан Савельевич
- Стрельцов, Василий Андреевич
- Сухоруков, Дмитрий Семёнович
- Тимошенко, Михаил Кузьмич
- Усилов, Иван Александрович
- Усов, Павел Васильевич
- Фадеев, Алексей Иванович
- Федорчук, Павел Степанович
- Федорин, Виктор Никанорович
- Хомяков, Леонид Петрович
- Хруцкий, Эдуард Анатольевич
- Цыпленков, Евгений Андреевич
- Шевченко, Георгий Владимирович
- Юрковский, Николай Иванович
- Юшков, Юрий Владимирович

Имеются сведения, что в училище обучался актёр театра и кино, народный артист РСФСР Г. Я. Крынкин.